# Allan Svensson
Dan Allan Waldemar Svensson (født 16. februar 1951, død 17. november 2024) var en svensk skuespiller, bedst kendt for sin rolle som Gustav Svensson i komedieserien Svensson, Svensson (1994-2008). Udover at medvirke i film, tv-serier og på scenen, ejede Allan Svensson produktionsselskabet Ridåfall AB. Han havde også en kort karriere som instruktør.

## Liv og karriere
Allan Svensson blev født i Stockholm, men voksede op i Tranemo, Västra Götalands län. Han flyttede som 17-årig til Värnamo. I slutningen 1970'erne studerede han skuespil på Skara Skolscen og kom derefter på Teaterhögskolan i Göteborg. I samme årti fik Svensson sit gennembrud i tv-serien Hedebyborna, og sidenhen medvirkede han i et væld af film og tv-serier, samt mange teaterstykker. Svensson medvirkede blandt andet også i de danske film De største helte (1996), Klinkevals (1999) og Juliane (2000).
Svensson mente selv, at karrierens højdepunkt var i 1992, da han fik debut som teaterinstruktør på Stockholms stadsteater. Stykket Vinden i piletræerne, der var baseret på børnebøgerne af samme navn, blev en stor succes og spillede indtil 1998.

## Privatliv
Allan Svensson giftede sig i 1975 med lægen Maria Sjögren. De fik en søn sammen. Efter seks års ægteskab blev parret skilt i 1981.
I 2021 indstillede Svensson sin skuespillerkarriere på grund af problemer med hørelsen, hvorefter han senere flyttede på et plejehjem. Han døde 73 år gammel af prostatakræft den 17. november 2024.
Allan Svensson ligger begravet på Norra begravningsplatsen i Solna kommun.

## Udvalgt filmografi

### Film
- Kronvidnet (1989)
- Agnes Cecilia (1991)
- God jul, Svensson Svensson (kortfilm, 1994)
- De største helte (1996)
- Svensson, Svensson - filmen (1997)
- Klinkevals (1999)
- Juliane (2000)
- Karlsson på taget (animationsfilm, 2002)
- Svensson, Svensson – i nöd och lust (2011)
- Emil og Ida fra Lønneberg (animationsfilm, 2013)

### Tv-serier
- Soldat med brutet gevär (1977)
- Hedebyborna (1978-1982)
- Sammansvärjningen (1986)
- Kejseren af Portugalien (1992)
- Svensson, Svensson (1994-2008)
- Wallander (2005)
- Gåsmamman (2016-2017)
- Maria Wern (2008-2021)

### Instruktør
- Jobbet och jag (tv-serie, 1998)
- Åter till Malmberget (tv-film, 2005)